# Teoctista Florina

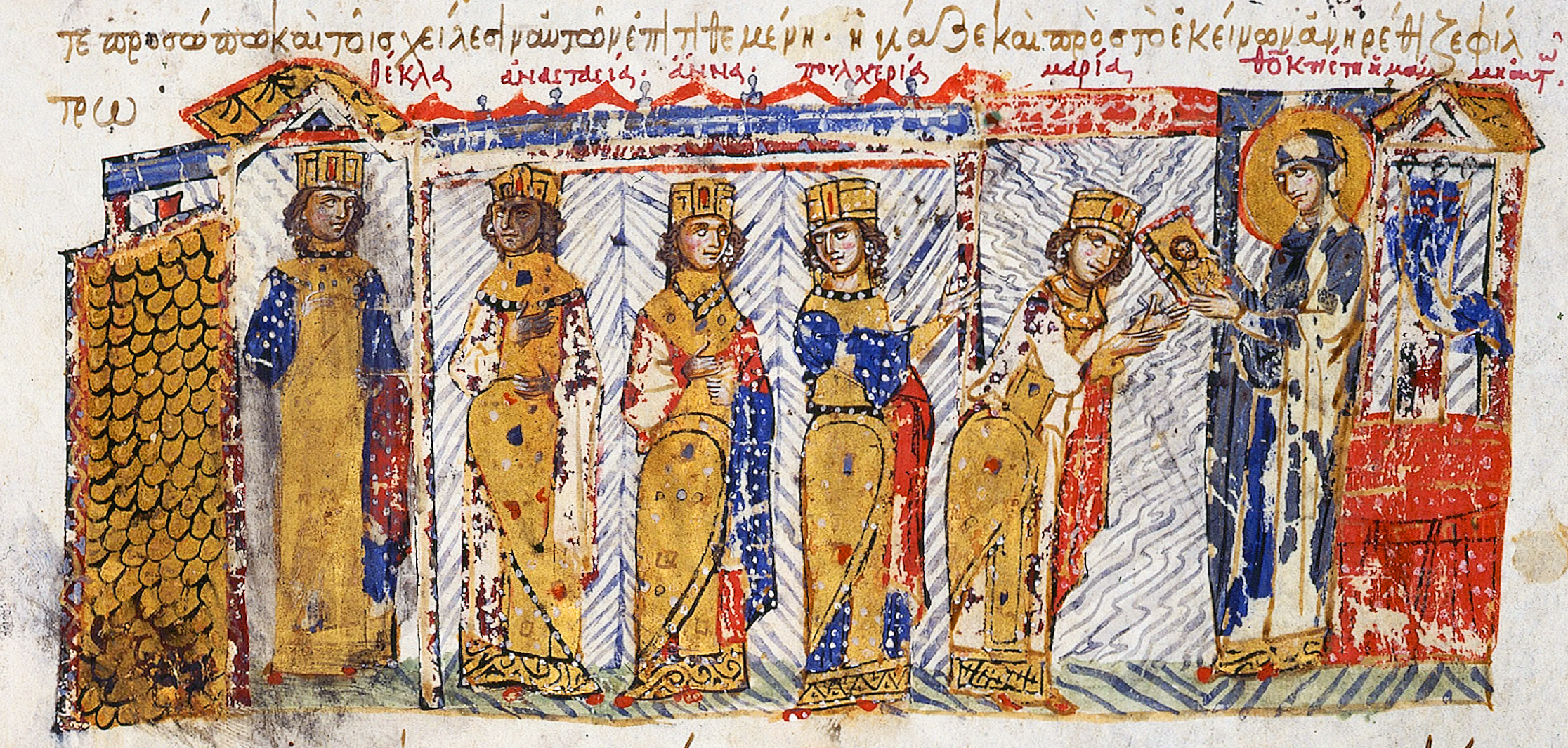
Le figlie di Teodora sono istruite da Teoctista sulla venerazione delle icone

Teoctista (in greco Θεοκτίστη?) conosciuta anche come Florina (in greco Φλώρινα?; 785 ca. – 835 ca.) è stata una nobile bizantina, madre dell'imperatrice bizantina Teodora, moglie dell'imperatore Teofilo.

## Biografia
Teoctista Florina era sposata con Marino, un ufficiale dell'esercito bizantino che deteneva il grado di turma o drungarios. La sua famiglia era originaria della città di Ebissa in Paflagonia. Alcuni genealogisti moderni, tra cui Cyril Toumanoff e Nicholas Adontz, hanno suggerito che Marinos provenisse dal nobile clan armeno dei Mamikonian, seppur Nina Garsoian definisce queste teorie come senza fonti.
Teoctista ebbe due figli: Bardas e Petronas, e quattro figlie, Teodora, Sofia, Maria e Irene. Nell'821 o nell'830 (la data è contestata), Teodora sposò Teofilo, che nell'829 divenne l'imperatore bizantino. Con l'incoronazione di sua figlia ad imperatrice, Teoctista fu onorata con il grado di patrikia zoste, divenendo così la seconda donna dell'impero. Più o meno nello stesso periodo acquistò un palazzo a Costantinopoli, nel quartiere di Samatya, dal patrizio Niceta, che divenne la sua residenza.
A differenza del genero Teofilo che era un ardente iconoclasta, Teoctista era un'iconodula, era cioè a favore della venerazione delle icone. Per questa sua visione dottrinale, aiutò gli iconoduli perseguitati ed insegnava alle cinque nipoti, figlie di Teodora, la pratica di venerazione, facendo alterare il genero Teofilo, che proibì alle figlie di visitare la nonna troppo spesso.
Già durante il regno di Teofilo è probabile che la sua residenza fu trasformata nel monastero di Gastria, dove furono sepolte Teoctista e la figlia Teodora, così come altri membri della famiglia.
Bardas e Petronas diventarono figure importanti durante la reggenza di Teodora in favore del figlio Michele III (r. 842-867). Sofia sposò il magister officiorum Costantino Baboutzikos; Maria sposò il patrizio e magister Arsaber ed Irene il patrizio Sergio, fratello o zio materno del futuro patriarca ecumenico Fozio.